# American Federation of Labor
L'American Federation of Labor, nota in italiano come Federazione statunitense del lavoro, è stata una federazione di sindacati statunitensi attiva dal 1886 al 1955. 

## Storia
L'AFL venne fondata nel 1886 da Adolph Strasse e Samuel Gompers della Cigar Makers' International Union: Gompers ne rimarrà presidente, eccetto per un anno, dalla fondazione sino alla sua morte, avvenuta nel 1924. Contrariamente ad altre organizzazioni, come la Industrial Workers of the World e il Partito Socialista degli Stati Uniti d'America, non ha mai assunto una posizione politica, occupandosi principalmente di condizioni di lavoro e trattamenti salariali.
Nel 1955 si fuse con il Congresso delle organizzazioni industriali (CIO), dando vita al sindacato internazionale conosciuto con la sigla AFL-CIO.